# 大盘尖
大盘尖是一座位于浙江省金华市的山峰，又名水牛背，海拔1314米，为金华山的最高峰。

## 登山
从2016年至2020年，已连续五年在大盘尖举办越野跑赛事“金华山之巅•百公里越野挑战赛”。